# رودس (مدينة)
رودس (باليونانية: Ρόδος)، (بالإنجليزية: Rhodes) أيضاً (رودوس)، مدينة يونانية تقع في جنوب شرق البلاد ضمن جزيرة رودس.
إدارياً تتبع منطقة جنوب إيجة، بحيث تكون مركز مقاطعة الدوديكانيز أحد المقاطعات المكونة لجنوب إيجة.
فتحها المسلمون بقيادة الصحابي علقمة بن جنادة الحجري.

## المعالم الأساسية

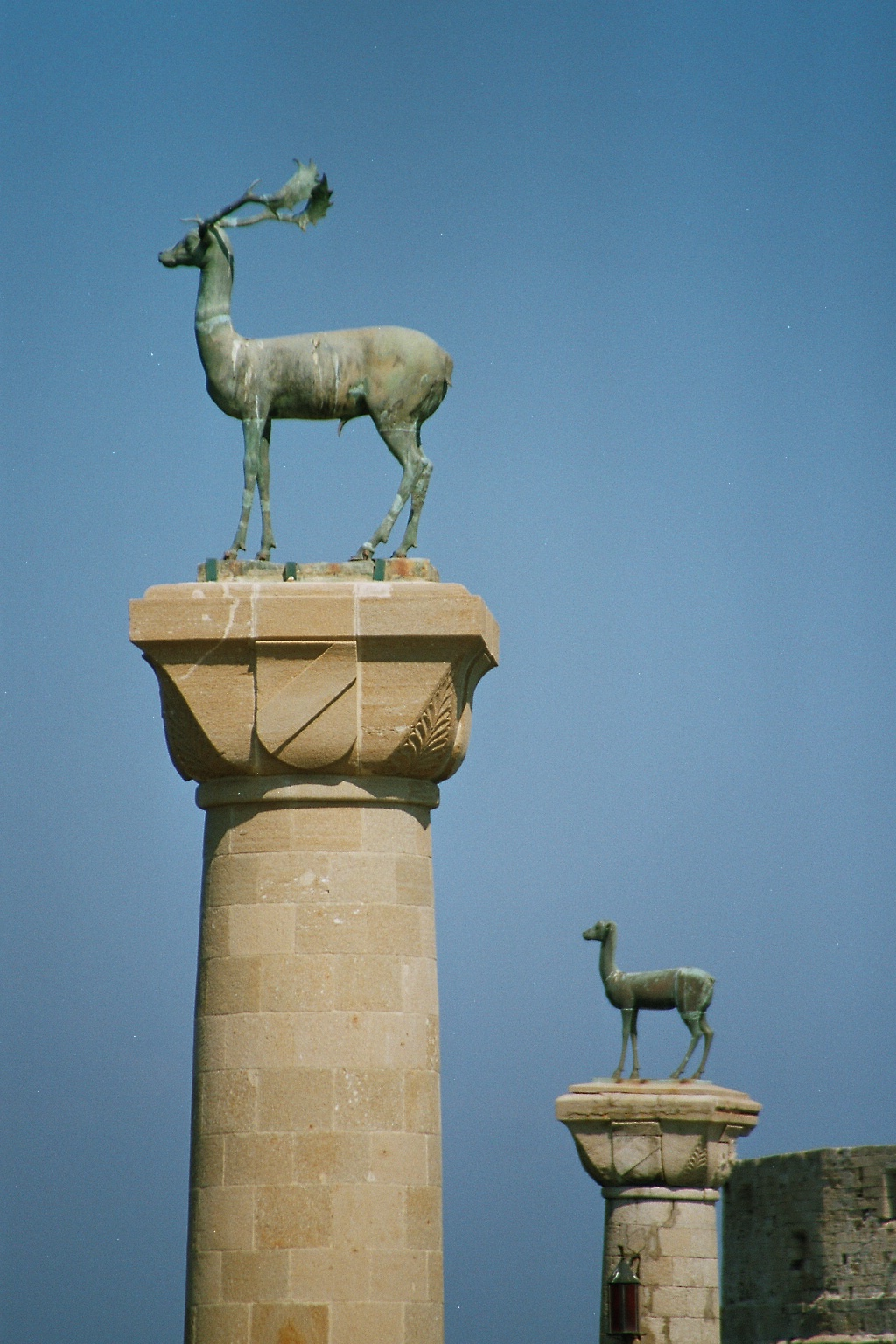
رودس، ميناء مانذراكي، موقع كولوسوس رودس القديم أحد عجائب الدنيا السبع

- مدينة رودس القروسيطية: وتعتبر من أكثر المدن القروسيطية كمالاً في أوروبة من حيث معالمها، شوارعها وأحيائها، حتى أنها أصبحت منذ العام 1988 موقعاً للتراث العالمي حسب تصنيف اليونسكو تحتوي على عناصر معمارية متعددة من مرحلة البيزنطيين، الفرسان، والعثمانيين.
- قصر المعلم الأكبر: وكان مقر المعلم الأكبر لفرسان الهوسبيتاليير، والذي سيطروا منه على الجزيرة.
- جامع سليمان: وهو جامع يعود للفترة العثمانية.
- بوابة أمبواز: أحد بوابات المدينة القديمة.
- أكروبوليس رودس: وهو أكروبول المدينة الإغريقية، ويضم بعض الأثار من تلك الفترة.
- ميناء رودس: وهو المكان الذي كان يوجد ضمنه تمثال كولوسوس رودس، ويدعى الآن ميناء مانذراكي (Mandraki).

## متفرقات
- يوجد في المدينة ناديا كرة قدم يلعبان في دوري الدرجة الثالثة اليوناني هما إيه أس رودس وباو دياغوراس روذوس.
- توجد في المدينة قنصليات ل 13 دولة، نظراً لأهميتها التاريخية.
- ترتبط المدينة عبر مينائها مع أغلب الموانئ الرئيسية في اليونان.
- ترتبط المدينة عبر مطار دياغوراس الدولي والذي يقع على مسافة 14 كيلومتر من المدينة بأغلب المدن اليونانية، ويستقبل المطار رحلات من المطارات الأوروبية خلال الموسم السياحي.
- توجد في المدينة بعض أقسام الجامعة الإيجية.